# Piotr Stanisław Moszyński

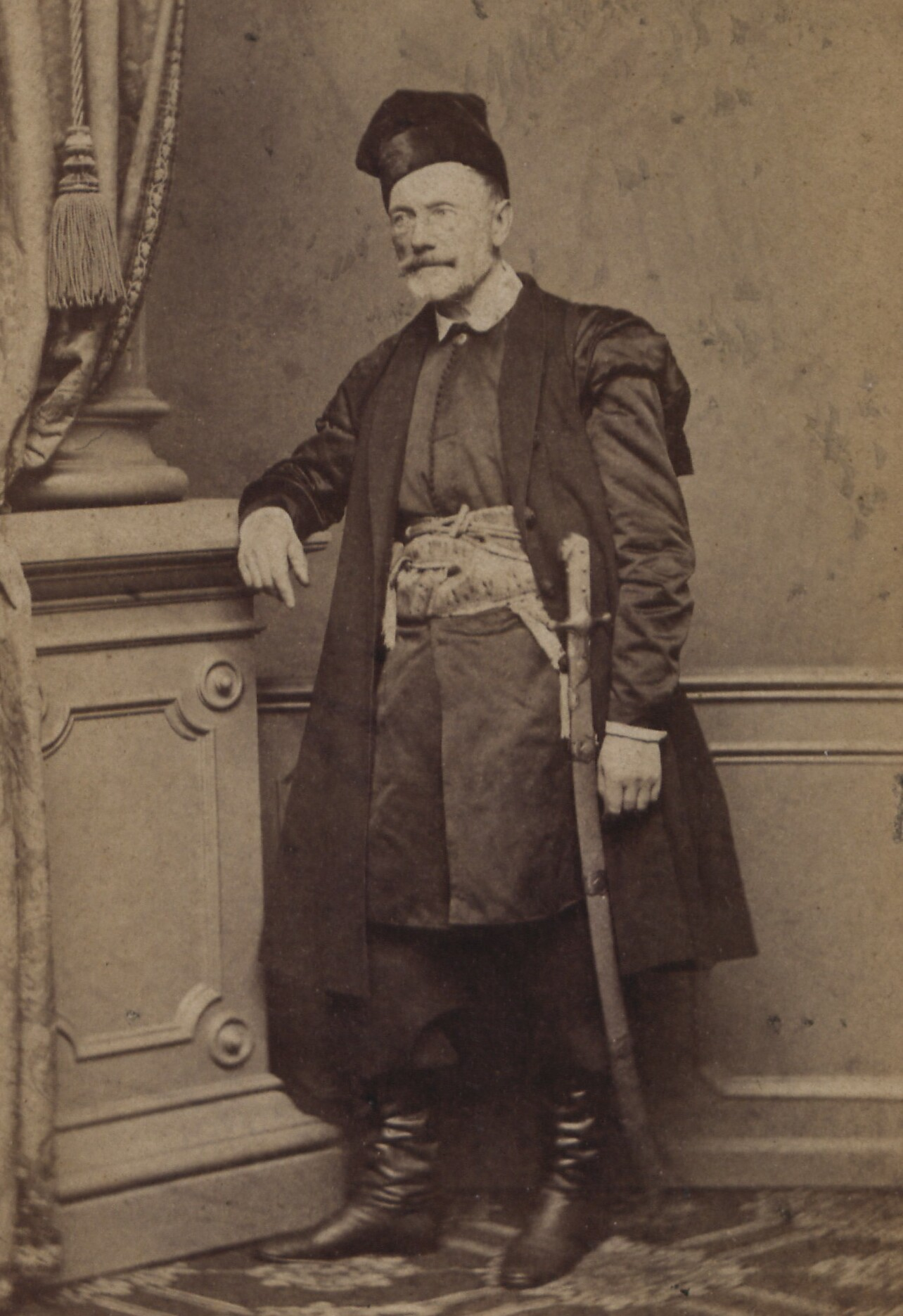
Piotr Moszyński, 1860–1870

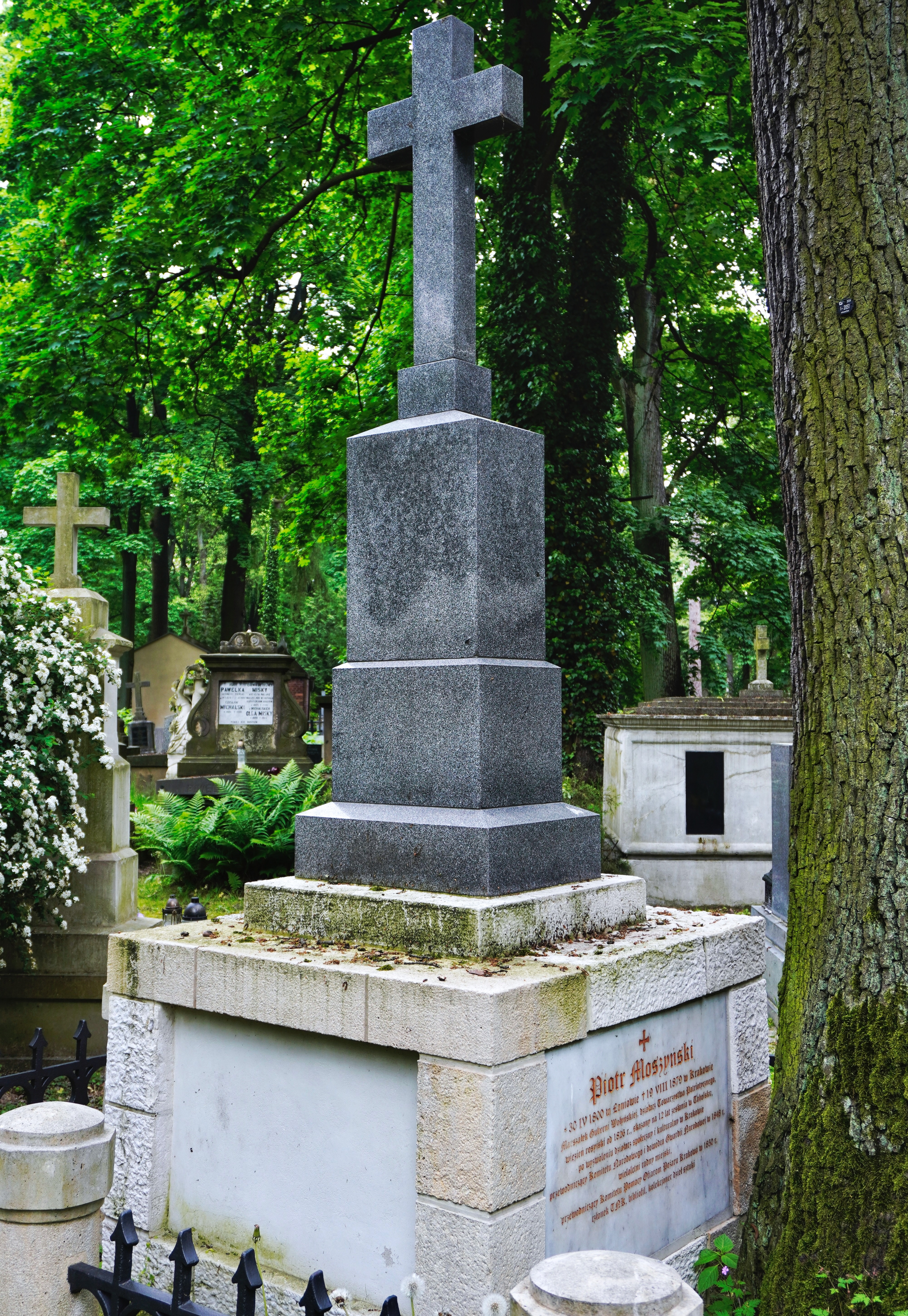
Grobowiec Piotra Stanisława Moszyńskiego na cmentarzu Rakowickim w Krakowie

Piotr Stanisław Wojciech Alojzy Moszyński herbu Nałęcz (ur. 30 kwietnia 1800 w Łoniowie, zm. 19 sierpnia 1879 w Krakowie) – polski działacz patriotyczny, kolekcjoner i filantrop. Wybudował pałac w Berszadzie.

## Życiorys
Urodził się 30 kwietnia 1800 w rodzinie Ignacego Moszyńskiego herbu Nałęcz (1763–1827) i Zofii z Saryusz-Romiszewskich (Romiszowskich) herbu Jelita (1776–1812), córki kasztelana sądeckiego Aleksandra Romiszewskiego. Pasierb Fryderyki z hr. Moszyńskich – wnuczki Augusta Fryderyka. 
Od 1823 roku marszałek szlachty guberni wołyńskiej. Za udział w 1826 roku w Towarzystwie Patriotycznym skazany na 12 lat zesłania na Syberii w Tobolsku. W 1840 zamieszkał w Krakowie, gdzie prowadził aktywną działalność społeczną i polityczną. Był m.in. członkiem rządu powstańczego w roku 1846 oraz przewodniczącym Komitetu Narodowego Krakowskiego i dowódcą Gwardii Narodowej w roku 1848, wieloletnim radnym miejskim. Jego krakowską rezydencją był pałacyk przy dzisiejszej ul. Lubicz nr 4.
Został członkiem pierwszej rady nadzorczej Towarzystwa Wzajemnych Ubezpieczeń w Krakowie i zasiadał w niej od 1860 do 1864.
Pochowany został na cmentarzu Rakowickim w Krakowie, w kwaterze 42.

## Życie prywatne
Pierwszą żoną Moszyńskiego (ślub w 1818 roku) była jego kuzynka Joanna hr. Moszyńska, wnuczka Augusta Fryderyka hr. Moszyńskiego, a prawnuczka Jana Kantego i Fryderyki Augusty Cosel – córki króla Augusta II i Anny hr. Cosel. Z tego małżeństwa miał córkę Józefę, żonę Józefa Macieja Szembeka (syna Józefa Karola). Z drugiego małżeństwa zawartego w 1839 z Anną Malinowską h. Ślepowron miał dwóch synów i trzy córki: 
- Zofię Genowefę Marię (ur. 3 stycznia 1842), żonę Włodzimierza Cieleckiego h. Zaremba,
- Emanuela Piotra (ur. 25 grudnia 1843), poległego w bitwie pod Miechowem,
- Marię Rozalię Eleonorę (ur. 9 sierpnia 1845), żonę Zygmunta Pusłowskiego h. Szeliga,
- Jerzego (ur. 24 kwietnia 1847),
- Helenę Felicję (ur. 18 maja 1849), żonę Joachima Rostworowskiego h. Nałęcz[6].

Jego wnukami byli Karol Hubert Rostworowski i Franciszek Ksawery Pusłowski.

## Literatura
- Piotr Biliński, Działalność Piotra Moszyńskiego w Towarzystwie Naukowym Krakowskim, 2006.